# Granges-Aumontzey
Granges-Aumontzey es una comuna nueva francesa situada en el departamento de Vosgos, de la región de Gran Este.

## Historia
Fue creada el 1 de enero de 2016, en aplicación de una resolución del prefecto de Vosgos de 28 de septiembre de 2015 con la unión de las comunas de Aumontzey y Granges-sur-Vologne, pasando a estar el ayuntamiento en la antigua comuna de Granges-sur-Vologne.

## Demografía
| Gráfica de evolución demográfica de Granges-Aumontzey entre 1800 y 2013 |
|                                                                         |

Los datos entre 1800 y 2013 son el resultado de sumar los parciales de las dos comunas que forman la nueva comuna de Granges-Aumontzey, cuyos datos se han cogido de 1800 a 1999, para las comunas de Aumontzey y Granges-sur-Vologne de la página francesa EHESS/Cassini. Los demás datos se han cogido de la página del INSEE.

## Composición
| Comuna delegada     | Código INSEE | Población (2013) | Superficie (km²) | Densidad (hab./km²) |
| ------------------- | ------------ | ---------------- | ---------------- | ------------------- |
| Aumontzey           | 88018        | 481              | 3.37             | 143                 |
| Granges-sur-Vologne | 88218        | 2251             | 29.64            | 76                  |